# Dichondra
Dichondra is een geslacht uit de windefamilie (Convolvulaceae). De soorten komen voor van het westen en zuiden van de Verenigde Staten tot in (sub)tropisch Amerika, op de Mascarenen en in Australië en Nieuw-Zeeland.

## Soorten
- Dichondra argentea Willd.
- Dichondra brachypoda Wooton & Standl.
- Dichondra brevifolia Buchanan
- Dichondra carolinensis Michx.
- Dichondra donelliana Tharp & M.C.Johnst.
- Dichondra evolvulacea (L.f.) Britton
- Dichondra macrocalyx Meisn.
- Dichondra micrantha Urb.
- Dichondra microcalyx (Hallier f.) Fabris
- Dichondra nivea (Brandegee) Tharp & M.C.Johnst.
- Dichondra occidentalis House
- Dichondra parvifolia Meisn.
- Dichondra recurvata Tharp & M.C.Johnst.
- Dichondra repens J.R.Forst. & G.Forst.
- Dichondra sericea Sw.